# Gyptis
Gyptis là một chi thực vật có hoa trong họ Cúc (Asteraceae).

## Loài
Chi Gyptis gồm các loài: